# Audiologia

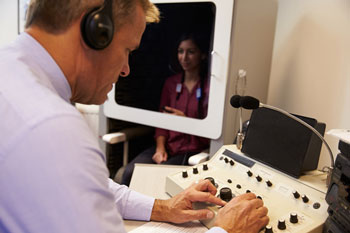
Badanie słuchu

Audiologia – nauka o słuchu. Jako dziedzina medycyny jest działem otorynolaryngologii, zajmującym się rozpoznawaniem i leczeniem chorób narządów słuchu i równowagi. W Polsce funkcjonuje w ramach specjalizacji lekarskiej audiologii i foniatrii trwającej 5 lat (2 lata modułu podstawowego z otorynolaryngologii i 3 lata modułu specjalistycznego z audiologii i foniatrii). Konsultantem krajowym audiologii i foniatrii od 21 czerwca 2017 roku jest prof. dr hab. n. med. Mariola Elżbieta Śliwińska-Kowalska.